# Марайас (река)
Марайас (англ. Marias River) — река в американском штате Монтана.

## Обзор
Исток реки находится в округе Глейшер на северо-западе Монтаны. Образуется слиянием ручьев Кат-Банк, Дюпайе и Берч и реки Ту-Медисин и течёт в основном на юго-восток. Река запружена плотиной Тайбер, образуя Лейк-Элвелл, водохранилище, используемое для орошения и отдыха. За плотиной она течёт на протяжении 50 миль (80 км) и впадает в реку Миссури в Ломе. Использовалась пионерскими и торговыми экспедициями, была названа в 1804 году исследователем Мериуэзером Льюисом в честь его кузины Марии Вуд. В 1806 году Льюис проследовал вверх по реке до точки около Кат-Банк, где в 1831 году был основан Форт-Пиган, торговый пост Американской меховой компании. Река стала местом одного из самых кровавых инцидентов Индейских войн, когда 23 января 1870 года американские солдаты убили 173 индейца пикани, черноногих и кайна, в основном пожилых мужчин, женщин и детей, в событии, которое стало известно как Резня на реке Марайас. Река Марайас принимает свой главный приток, реку Титон, в Ломе, недалеко от ее слияния с Миссури. Расход воды — 29,5 м³/с
Река Марайас протекает по округам Глейшер, Пондерей, Тул, Либерти, Хилл и Шоуто штата Монтана.
Марайас — река I класса от плотины Тайбер до места слияния с рекой Миссури, доступная для общественного пользования в рекреационных целях.
Охрану вод реки осуществляет англ. Montana Watershed Coordination Council (Координационный совет по водосборным бассейнам Монтаны).